# La Terrisse
La Terrisse (La Tarriça en occitan) est une ancienne commune française située dans le département de l'Aveyron, en région Occitanie, dans le Pays Haut Rouergue, (approuvé par arrêté le 11 août 2004) et devenue, le 1er janvier 2016, une commune déléguée de la commune nouvelle d'Argences en Aubrac.

## Géographie

### Communes limitrophes
Les communes limitrophes sont  Alpuech, Cassuéjouls, Graissac, Huparlac, Laguiole et Vitrac-en-Viadène.

### Site
Le territoire de cette commune matérialise une fraction centre-sud du Massif central sur le plateau de la Viadène au nord-ouest du plateau de l'Aubrac. La Terrisse est située à 8 km de Laguiole, capitale du couteau du même nom et à 7 km de Sainte-Geneviève-sur-Argence.

## Histoire
La commune fait  partie de l'ancienne province du Rouergue où l'on communique grâce à une forme d'occitan languedocien : le dialecte rouergat.

## Politique et administration
Jusqu'en 2015 la localité était rattachée au canton N°33 de Sainte-Geneviève-sur-Argence dans la 1re circonscription de l'Aveyron dont le député est Yves Censi (UMP) élu au 2e tour avec un score de 50,67 %. Ce canton est intégré depuis au nouveau canton d'Aubrac et Carladez qui regroupe les régions naturelles de l'Aubrac et du Carladès.
La Terisse appartenait à la communauté de communes de l'Argence.
| Période                                  | Période  | Identité        | Étiquette | Qualité     |
| ---------------------------------------- | -------- | --------------- | --------- | ----------- |
| janvier 2016                             | En cours | Géraud Valadier | DVD       | Agriculteur |
| Les données manquantes sont à compléter. |          |                 |           |             |

| Période                                  | Période       | Identité        | Étiquette | Qualité     |
| ---------------------------------------- | ------------- | --------------- | --------- | ----------- |
| mars 2001                                | décembre 2015 | Géraud Valadier | DVD       | Agriculteur |
| Les données manquantes sont à compléter. |               |                 |           |             |

## Démographie
L'évolution du nombre d'habitants est connue à travers les recensements de la population effectués dans la commune depuis 1793. À partir du 1er janvier 2009, les populations légales des communes sont publiées annuellement dans le cadre d'un recensement qui repose désormais sur une collecte d'information annuelle, concernant successivement tous les territoires communaux au cours d'une période de cinq ans. 
Pour les communes de moins de 10 000 habitants, une enquête de recensement portant sur toute la population est réalisée tous les cinq ans, les populations légales des années intermédiaires étant quant à elles estimées par interpolation ou extrapolation. Pour la commune, le premier recensement exhaustif entrant dans le cadre du nouveau dispositif a été réalisé en 2008,.
En 2013, la commune comptait 152 habitants, en évolution de −8,43 % par rapport à 2008 (Aveyron : +0,58 %, France hors Mayotte : +2,49 %).
| 1793 | 1800 | 1841 | 1846 | 1851 | 1856 | 1861 | 1866 | 1872 |
| ---- | ---- | ---- | ---- | ---- | ---- | ---- | ---- | ---- |
| 640  | 452  | 595  | 589  | 612  | 562  | 595  | 573  | 510  |

| 1876 | 1881 | 1886 | 1891 | 1896 | 1901 | 1906 | 1911 | 1921 |
| ---- | ---- | ---- | ---- | ---- | ---- | ---- | ---- | ---- |
| 524  | 502  | 502  | 450  | 501  | 420  | 414  | 415  | 355  |

| 1926 | 1931 | 1936 | 1946 | 1954 | 1962 | 1968 | 1975 | 1982 |
| ---- | ---- | ---- | ---- | ---- | ---- | ---- | ---- | ---- |
| 328  | 342  | 338  | 319  | 270  | 270  | 272  | 226  | 227  |

| 1990 | 1999 | 2008 | 2013 | - | - | - | - | - |
| ---- | ---- | ---- | ---- | - | - | - | - | - |
| 187  | 170  | 166  | 152  | - | - | - | - | - |

## Culture locale et patrimoine

### Lieux et monuments
- Église fortifiée Saint-Etienne de style gothique, érigée de 1371 à 1374. Statuaire du XVIIIe siècle.

### Personnalités liées à la commune
- André Valadier né en 1933 a été maire de la commune durant trente-six ans de 1965 à 2001, il a été un des promoteurs du patrimoine de l'Aubrac; président du Parc naturel régional de l'Aubrac.